# Kelet-prágai járás

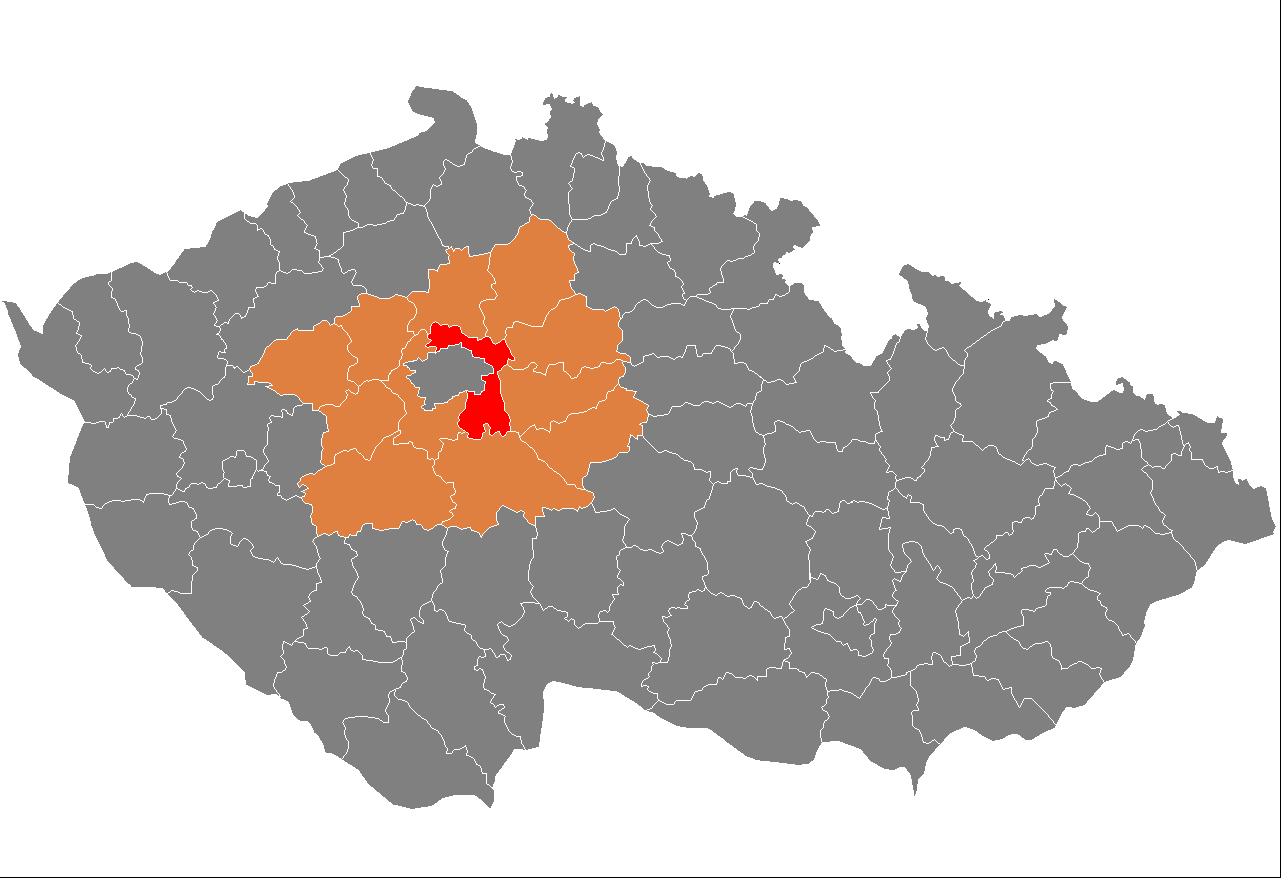
A Kelet-prágai járás

A Kelet-prágai járás (csehül: Okres Praha-východ) közigazgatási egység Csehország Közép-csehországi kerületében. Székhelye Prága. Lakosainak száma 144 513 fő (2009). Területe 754,91 km².

## Városai, mezővárosai és községei
A városok félkövér, a mezővárosok dőlt, a községek álló betűkkel szerepelnek a felsorolásban.

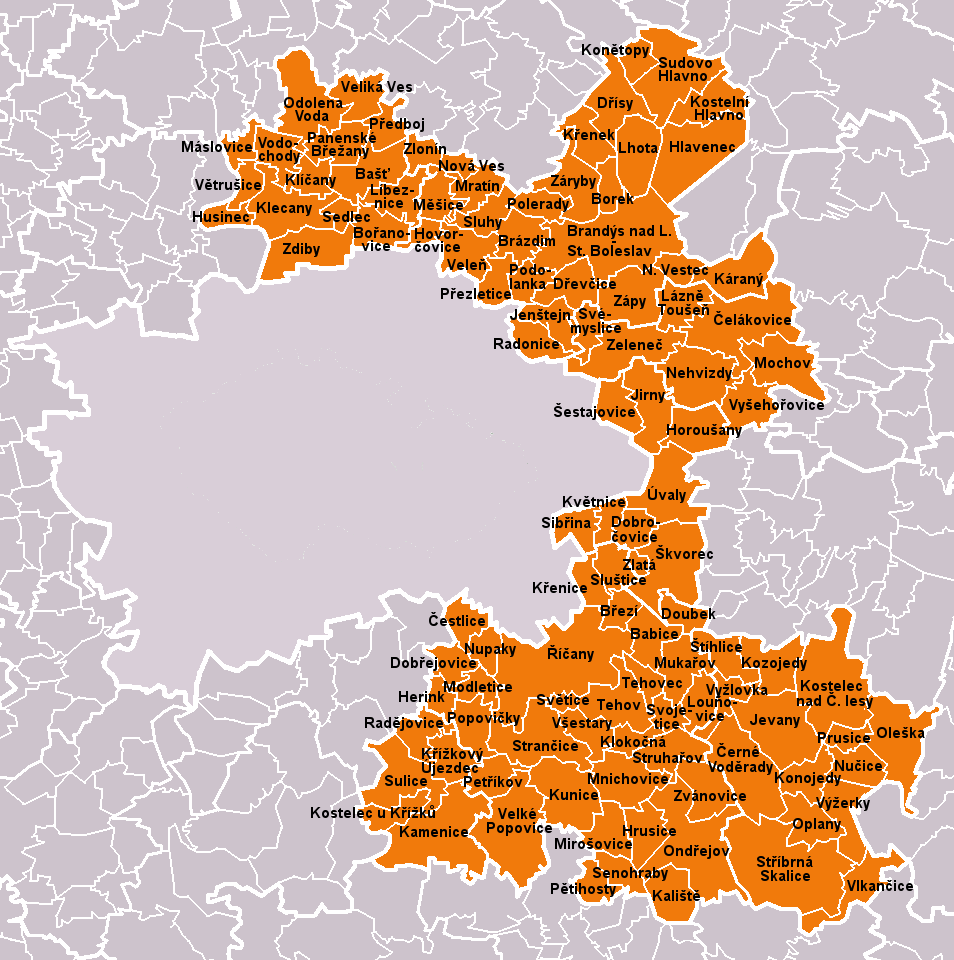
A Kelet-prágai járás települései

Babice •
Bašť •
Bořanovice •
Borek •
Brandýs nad Labem-Stará Boleslav •
Brázdim •
Březí •
Čelákovice •
Černé Voděrady •
Čestlice •
Dobřejovice •
Dobročovice •
Doubek •
Dřevčice •
Dřísy •
Herink •
Hlavenec •
Horoušany •
Hovorčovice •
Hrusice •
Husinec •
Jenštejn •
Jevany •
Jirny •
Kaliště •
Kamenice •
Káraný •
Klecany •
Klíčany •
Klokočná •
Konětopy •
Konojedy •
Kostelec nad Černými lesy •
Kostelec u Křížků •
Kostelní Hlavno •
Kozojedy •
Křenek •
Křenice •
Křížkový Újezdec •
Kunice •
Květnice •
Lázně Toušeň •
Lhota •
Líbeznice •
Louňovice •
Máslovice •
Měšice •
Mirošovice •
Mnichovice •
Mochov •
Modletice •
Mratín •
Mukařov •
Nehvizdy •
Nová Ves •
Nový Vestec •
Nučice •
Nupaky •
Odolena Voda •
Oleška •
Ondřejov •
Oplany •
Panenské Břežany •
Pětihosty •
Petříkov •
Podolanka •
Polerady •
Popovičky •
Předboj •
Přezletice •
Prusice •
Radějovice •
Radonice •
Říčany •
Sedlec •
Senohraby •
Šestajovice •
Sibřina •
Škvorec •
Sluhy •
Sluštice •
Štíhlice •
Strančice •
Stříbrná Skalice •
Struhařov •
Sudovo Hlavno •
Sulice •
Svémyslice •
Světice •
Svojetice •
Tehov •
Tehovec •
Úvaly •
Veleň •
Veliká Ves •
Velké Popovice •
Větrušice •
Vlkančice •
Vodochody •
Všestary •
Vyšehořovice •
Výžerky •
Vyžlovka •
Zápy •
Záryby •
Zdiby •
Zeleneč •
Zlatá •
Zlonín •
Zvánovice

## Fordítás
- Ez a szócikk részben vagy egészben  a   District of Prague-East című angol Wikipédia-szócikk ezen változatának fordításán alapul.  Az eredeti cikk szerkesztőit annak laptörténete sorolja fel. Ez a jelzés csupán a megfogalmazás eredetét és a szerzői jogokat jelzi, nem szolgál a cikkben szereplő információk forrásmegjelöléseként.
- Ez a szócikk részben vagy egészben  az   Okres Praha-východ című cseh Wikipédia-szócikk ezen változatának fordításán alapul.  Az eredeti cikk szerkesztőit annak laptörténete sorolja fel. Ez a jelzés csupán a megfogalmazás eredetét és a szerzői jogokat jelzi, nem szolgál a cikkben szereplő információk forrásmegjelöléseként.